# Myrmeleon exigus
Myrmeleon exigus är en insektsart som beskrevs av C.-k. Yang 1999. Myrmeleon exigus ingår i släktet Myrmeleon och familjen myrlejonsländor. Inga underarter finns listade i Catalogue of Life.